# Orbe crucigère

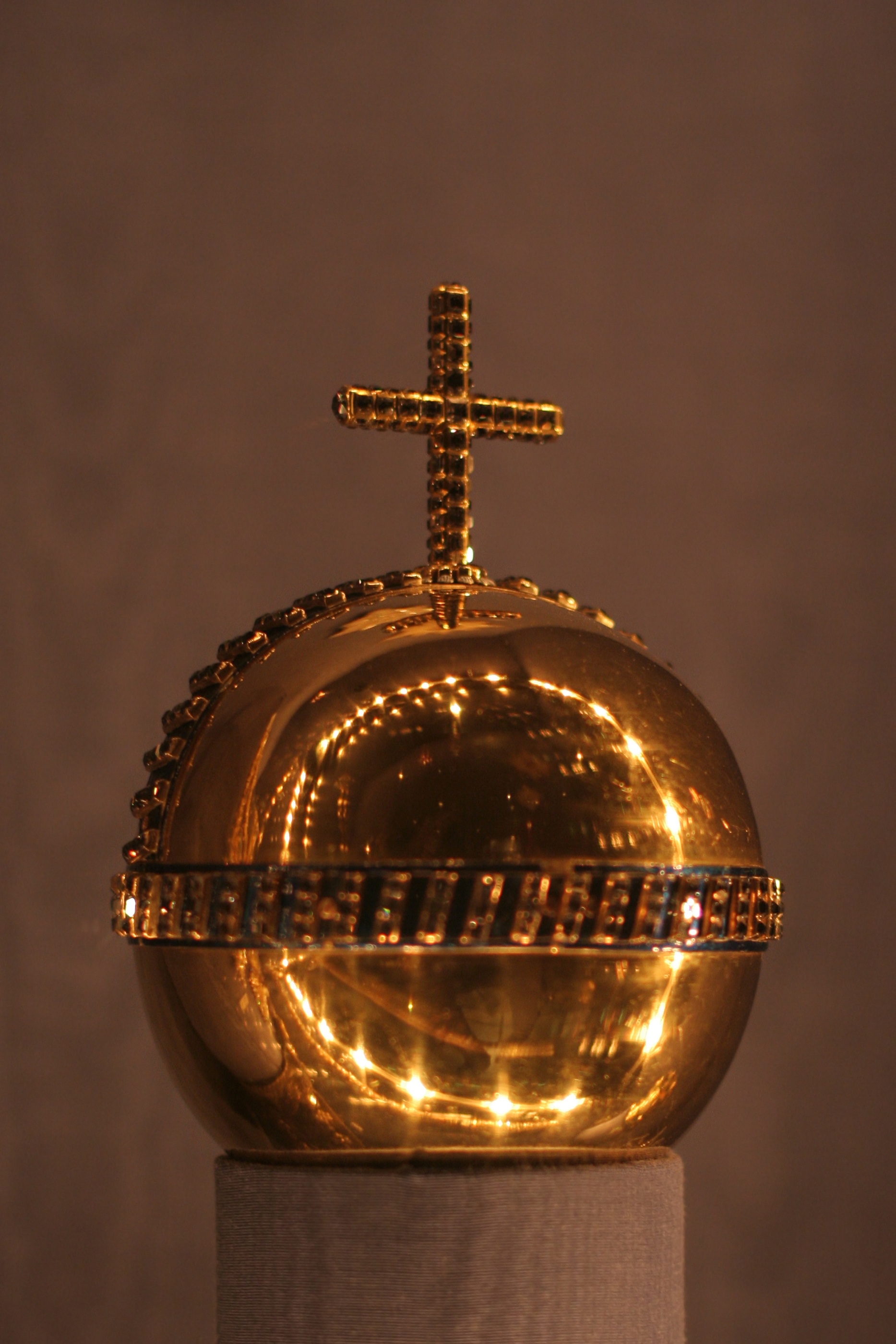
Orbe appartenant aux regalia de la couronne danoise.

Pour les articles homonymes, voir Orbe.
L'orbe crucigère ou globe crucifère (globus cruciger en latin, « globe porte-croix ») est une sphère surmontée d'une croix utilisée comme symbole d'autorité depuis le Moyen Âge, dans l'iconographie chrétienne.
Comme symbole chrétien, sa forme sphérique symbolise la domination temporelle — et non seulement spirituelle — du Christ sur le monde. Dans l'iconographie occidentale, à partir du XVe siècle, l'image du Christ portant l'orbe dans sa main reçoit le nom de Salvator Mundi (sauveur du monde). 
En tant qu'insigne royal, la sphère représente la Terre, symbole de la domination mondiale du souverain, et la croix affirme sa foi chrétienne. Associé au sceptre, qui est le symbole séculier du pouvoir royal, l’orbe souligne le lien religieux du souverain avec Dieu.
L'orbe crucigère est présent durant le sacre de la plupart des monarques d'Europe, en particulier au Royaume-Uni et dans le Saint-Empire, où il se nommait reichspafel « orbe impérial ».

## Histoire

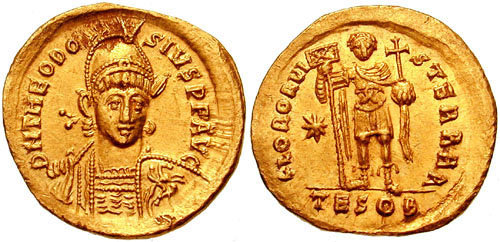
Solidus de Théodose II (entre 424 et 430). Avers : Théodose II diadémé, cuirassé, casqué. Revers : Théodose II debout tenant un labarum marqué d'un X dans la main droite, et un globe crucigère dans la main gauche

Les premiers orbes crucigères sont apparus au début du  Ve siècle apr. J.-C. Le premier était soit sur une face d'une pièce frappée sous l'empereur Arcadius entre 395 et 408, soit, plus probablement, sur une face d'une pièce de l'empereur Théodose II.
Le fait de tenir le monde dans sa main, voire sous son pied, était un symbole clair que la puissance impériale adressait aux païens. Les Romains étaient d'ailleurs familiers de cette utilisation du globe pour représenter le monde voire l'univers et la domination protectrice que l'empereur était censé exercer sur celui-ci. On trouve par exemple une pièce de l'empereur Constantin Ier, au IVe siècle, le montrant tenant un globe dans sa main, et même au IIe siècle, une pièce frappée sous le règne de l'empereur Hadrien, représentant le dieu romain Salus posant le pied sur un globe.

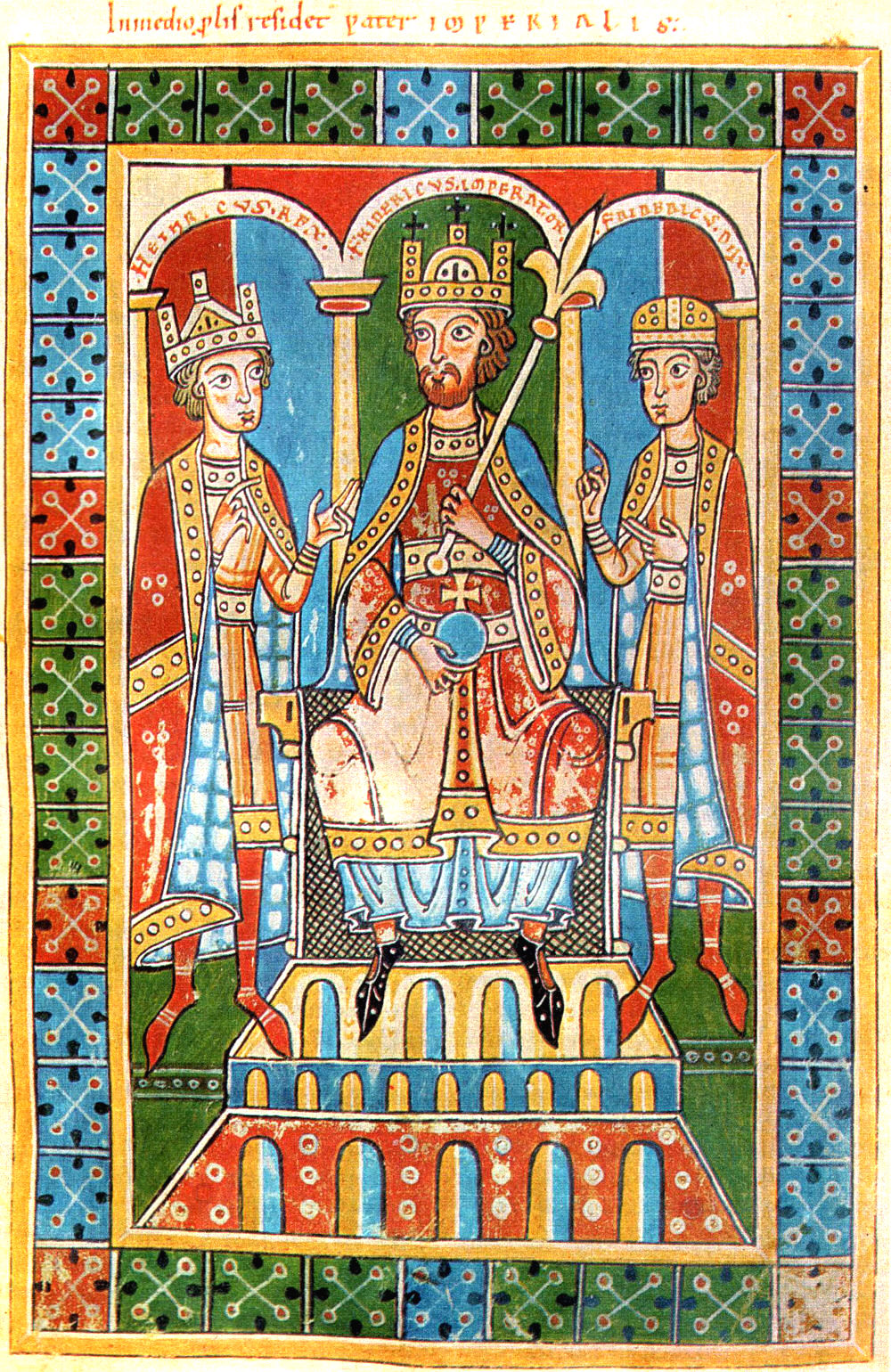
Miniature de l'empereur Frédéric Barberousse tenant un orbe crucigère (XIIe siècle) (voir regalia du Saint-Empire)

C'est lors de l'expansion du christianisme, au Ve siècle, que le globe fut coiffé d'une croix, symbolisant la domination de Dieu sur le monde entier. L'orbe, dans la main de l'empereur, signifiait aussi la provenance divine du pouvoir que celui-ci exerçait. Plus symboliquement encore, dans l'iconographie médiévale, la taille des objets représentait leur importance relative : de ce point de vue la croix est immense et le globe vraiment petit, le tout symbolisant la précellence du Christ sur les affaires humaines.
Au Moyen Âge, le globe crucigère a été utilisé non seulement comme un objet distinctif des regalia mais aussi comme poinçon aux hauts de la majorité des couronnes royales et impériales d'Europe, à l'exception notable des couronnes françaises, qui portaient une fleur de lys en leur sommet, et les couronnes bohémiennes et hongroises, qui portent une croix seule sans globe en leurs sommets, celui-ci à un angle. L'orbe ne figurait pas non plus dans les insignes royaux des souverains français, et l'orbe hongrois est péculiaire en ayant une croix patriarcale en leur sommet.